# بیژن داداشی
بیژن داداشی (زادهٔ ۱۷ تیر ۱۳۳۲ – درگذشتهٔ ؟) موسیقی‌دان، نوازنده، رهبر ارکستر و آهنگساز اهل ایران بود.

## زندگی‌نامه
بیژن داداشی در ۱۷ تیر سال ۱۳۳۲ در تهران متولد شد. در کودکی تحت نظر پدرش به نوازندگی آکوردئون روی آورد. در ۷ سالگی در برنامه کودک رادیو ایران به نواختن آکوردئون پرداخت که این همکاری به صورت هفتگی ادامه داشت. او در سال ۱۳۴۲ به هنرستان عالی موسیقی راه یافت و در سال ۱۳۵۰ در رشتهٔ پیانو از هنرستان موسیقی فارغ‌التحصیل شد. وی همزمان با تحصیل در هنرستان عالی موسیقی، همکاری خود را با ارکستر جوانان رادیو ایران آغاز کرد. او در سال ۱۳۵۰ فعالیت‌های هنری خود را با سازمان کر ملی ایران ادامه داد و مدت‌ها دستیار رهبر کر و پیانیست این ارکستر بود. بیژن داداشی از سال ۱۳۵۷ تا ۱۳۶۱، به عنوان سرپرست و رهبر کر ملی به فعالیت ادامه داد. او همزمان از سال ۱۳۵۷ در هنرستان موسیقی تهران به تدریس سلفژ و گروه کر پرداخت.
ابراهیم داداشی در نخستین جشنوارهٔ موسیقی فجر به عنوان رهبر ارکستر هنرستان‌های سرود دختران و پسران و نوازندهٔ پیانو و گارمون، لوح یادبود جشنواره را کسب نمود. او همچنین با سلیمان واثقی نیز همکاری داشته‌است.
بیژن داداشی زمانی که قصد داشت برای دیدار با سلیمان واثقی (سلی) از آمریکا به کانادا برود، در مرز کانادا دچار حملهٔ قلبی شد و درگذشت.

## آثار هنری
از آثار هنری بیژن داداشی، به موارد زیر می‌توان اشاره نمود:
- آلبوم موسیقی «لزگی» (پیانو، آکوردئون و تنظیم)[۸]
- آلبوم موسیقی بی‌کلام «گلمدین» به همراه رحیم شهریاری[۹]
- «رنگ شور»[۱۰]
- «جلوهٔ آشنا» (برای گروه کر) با شعر حمید سبزواری[۱۱]